# Coleophora hispanicella
Coleophora hispanicella é uma espécie de mariposa do gênero Coleophora pertencente à família Coleophoridae.